# Скулјари
Скулјари (грч. Αγία Κυριακή, Аја Киријаки) је насељено место у општини Велвендо у периферији Западна Македонија, Грчка. Према попису из 2021. године било је 37 становника.
Света Недеља је 1913. године имала 675 житеља Грка. Српски историчар Спиридон Гопчевић, 1890. године бележи да су Скулјари хеленизовано словенско село.